# Стоян Михайловски (литературна награда)
Вижте пояснителната страница за други значения на Стоян Михайловски.
Наградата „Стоян Михайловски“ за философско-морализаторска поезия и проза е учредена през 2001 г. от община Елена в памет на писателя Стоян Михайловски, роден в града, и по повод 145-годишнината от рождението му. Наградата е връчена три пъти, след което прекратена. Възстановена е през 2014 г. вече под името Литературна награда „Почетен знак „Стоян Михайловски“.
Името на носителя ѝ се известява в навечерието на 7 януари – рождената дата на поета.
Материалният израз на наградата е почетен знак.

## Наградени автори
- 2001 – Иван Славов[2]
- 2002 – Йордан Попов[3]
- 2003 – Георги Данаилов[2]
- 2014 – Стефан Цанев[4]
- 2015 – Георги Господинов[2]
- 2016 – Георги Мишев[5]
- 2017 – Христо Медникаров[6][7]
- 2018 – Недялко Йорданов[8]
- 2019 – Теодора Димова[9]
- 2021 – Людмил Станев[10][11]
- 2022 – проф. Иван Станков[12][13]
- 2023 – проф. Анчо Калоянов[14] и Виктория Бешлийска[15]
- 2024 – проф. Димитър Михайлов[16]
- 2025 – проф. Пламен Павлов[16][17]